# 罗德贝克站
罗德贝克站（Roodebeek）是布鲁塞尔地铁1号线的车站，位于比利时布鲁塞尔首都大区圣兰布雷赫茨-沃吕沃。

## 名称
该站得名于附近的罗德贝克路（Chaussée de Roodebeek/Roodebeeksesteenweg），罗德贝克也是圣兰布雷赫茨-沃吕沃市中心的一个街区。